# Platerspiel

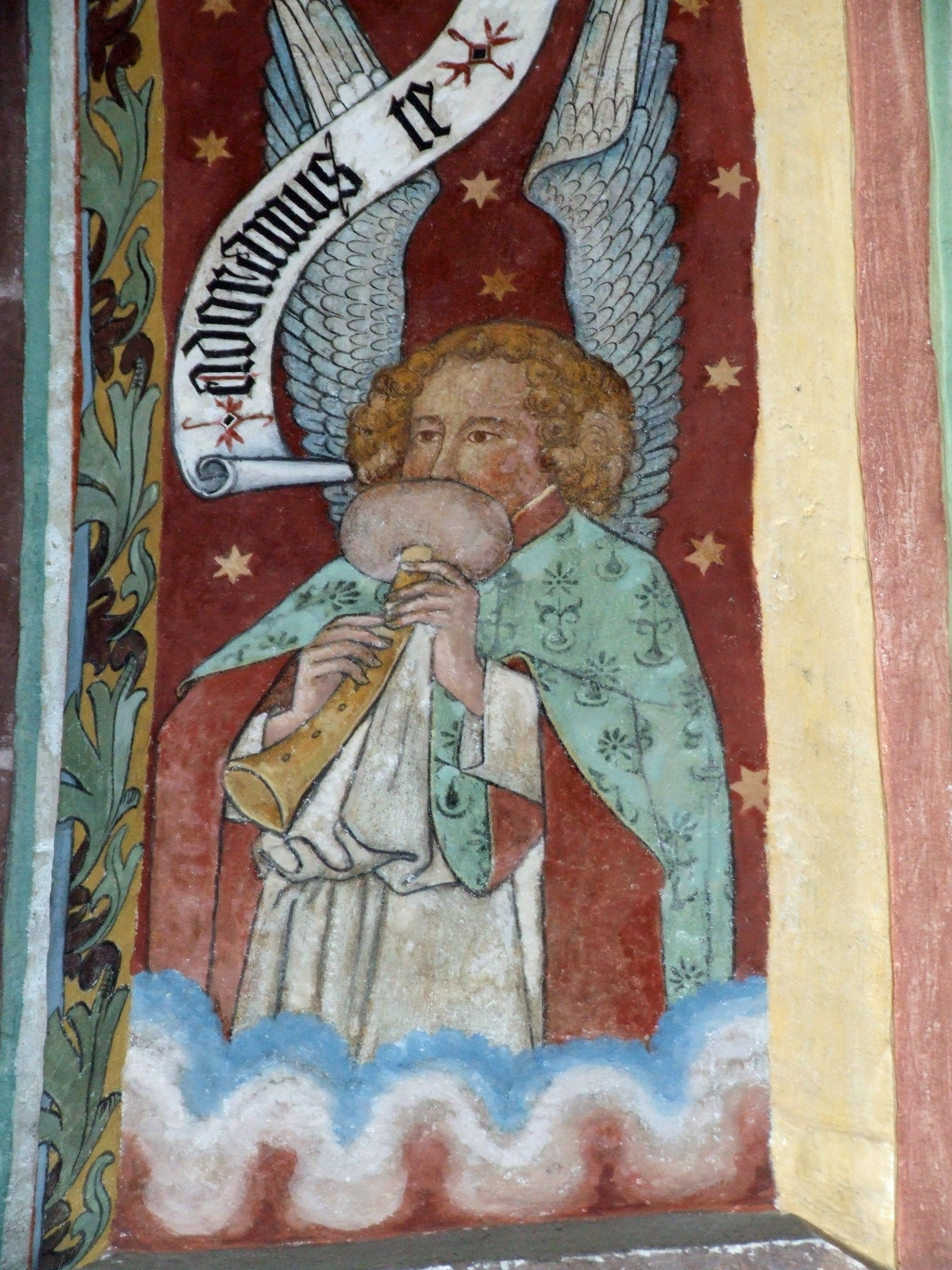
Platerspielender Engel in der Frauenkirche zu Memmingen, um 1460 erschaffen

Das Platerspiel oder die Blaterpfeife ist eine mittelalterliche vereinfachte Form der Sackpfeife, bestehend aus dem Anblasrohr, dem Luftsack und einer Spielpfeife. Die Tonerzeugung erfolgt mittels Einfach- oder Doppelrohrblatt, das sich am oberen Ende der Spielpfeife befindet. Die Spielpfeife wird mit einer Zapfenverbindung nahe dem Rohrblatt in eine entsprechende Fassung unmittelbar am Luftsack eingefügt.
Das Platerspiel ist auch heute noch ein eigenständiges Musikinstrument für die Aufführung mittelalterlicher Musik.

## Geschichte

Platerspiel nach Virdung

Im Platerspiel erkennt man den frühen mittelalterlichen Chorus, ein Begriff, der im Latein des Mittelalters häufig auch für die Sackpfeife verwendet wurde. Auf Abbildungen der früheren Formen des Platerspiels, z. B. bei einem Instrument aus dem 13. Jahrhundert in einem Manuskript von Martin Gerbert, aufbewahrt im Kloster St. Blasien, ist der Luftsack ungewöhnlich groß und die Spielpfeife hat an Stelle eines Bechers (Schalltrichters) den Kopf eines grotesken Tieres mit aufgerissenem Maul. Zunächst war die Spielpfeife ein gerades, konisch geformtes Rohr, das in einem Becher endete. Bei späteren Instrumenten hat sie einen größeren Durchmesser und ist mehr oder weniger stark gekrümmt und wie beim Krummhorn zurückgebogen. Eine berühmte Abbildung dieser Sackpfeifen erscheint in einer spanischen Handschrift aus dem 13. Jahrhundert, der Liedersammlung Cantigas de Santa Maria, in denen auch ein Platerspiel mit zwei Pfeifen, einer Spielpfeife und einer daneben liegenden Bordunpfeife, dargestellt wird. Eine frühe Form findet sich Ende des 15. Jahrhunderts im Stundenbuch der Sforza. Eine weitere Abbildung eines Platerspiel geht auf Sebastian Virdung (1511) zurück. Historische Platerspiel-Originale sind nicht erhalten.

## Aufbau
Die gebogene Spielpfeife des Platerspiels und das Krummhorn sind technisch gesehen praktisch identisch. Der einzige Unterschied besteht in der Größe und Form der Luftkammer, in der das Rohrblatt zu Schwingungen angeregt wird, nämlich dem flexiblen Luftsack beim Platerspiel und der festen Windkapsel beim Krummhorn. Der Musiker bläst durch das Anblasrohr in den Luftsack bzw. in die erhabene, schlitzförmige Öffnung der Windkapsel. Da der Luftsack des Platerspiels, meist wohl eine Schweinsblase, deutlich kleiner als bei echten Sackpfeifen war, erlaubt sie dem Musiker gewisse erweiterte Artikulationsmöglichkeiten, ohne den kontinuierlichen Luftstrom zu unterbrechen.
Das Platerspiel gehört zu den im Mittelalter bis ins 17. Jahrhundert weit verbreiteten Doppelrohrblattinstrumenten mit Windkapsel, die nach Curt Sachs auf Vorbilder in Indien zurückgehen, bei denen wie bei der pungi eine feste Kapsel aus einer Kalebasse das Rohrblatt umschließt.